# Melissa Gil
Melissa Gil es una deportista costarricense que compitió en vela en la clase Formula Kite. Ganó una medalla de bronce en el Campeonato Mundial de Formula Kite de 2009.

## Palmarés internacional
| Campeonato Mundial | Campeonato Mundial             | Campeonato Mundial | Campeonato Mundial |
| Año                | Lugar                          | Medalla            | Clase              |
| ------------------ | ------------------------------ | ------------------ | ------------------ |
| 2009               | San Francisco (Estados Unidos) | Medalla de bronce  | Formula Kite       |